# 7936 South Rhodes
7936 South Rhodes — студійний альбом американського блюзового музиканта Едді Бойда з Peter Green's Fleetwood Mac, випущений у 1968 році лейблом Blue Horizon.

## Опис
Цей альбом піаніста Едді Бойда був записаний в Лондоні в січні 1968 року з трьома учасника раннього складу гурту Fleetwood Mac (який грав блюз, а не поп-рок): Пітер Грін (гітара), Джон Макві (бас-гітара) і Мік Флітвуд (ударні). Матеріал альбому складає типовий чиказький фортепіанний блюз у виконанні Бойда; серед пісень нова інтерпретація хіта 1953 року «Third Degree».
У 2006 році альбом був перевиданий на CD під назвою The Complete Blue Horizon Sessions, до якого увійшли усі записи Бойда, зроблені на Blue Horizon.

## Список композицій
1. «You Got to Reap» (Едді Бойд) — 2:15
2. «Just the Blues» (Едді Бойд) — 5:30
3. «She's Real» (Едді Бойд) — 2:55
4. «Backslap» (Едді Бойд) — 2:50
5. «Be Careful» (Едді Бойд) — 5:25
6. «Ten to One» (Едді Бойд) — 2:40
7. «The Blues Is Here to Stay» (Едді Бойд) — 2:00
8. «You Are My Love» (Едді Бойд — 4:05
9. «Third Degree» (Едді Бойд) — 4:40
10. «Thank You Baby» (Едді Бойд) — 1:55
11. «She's Gone» (Едді Бойд) — 5:25
12. «I'll Never Stop (I Can't Stop Loving You)» (Едді Бойд) — 3:15

## Учасники запису
- Едді Бойд — вокал, фортепіано
- Пітер Грін — гітара
- Джон Макві — бас-гітара
- Мік Флітвуд — ударні

Технічний персонал
- Майк Вернон — продюсер, текст
- Майк Росс — інженер
- Боб Даулінг — фотографія обкладинки